# リトル ノア 楽園の後継者
『リトル ノア 楽園の後継者』（リトル ノア らくえんのこうけいしゃ、Little Noah: Scion of Paradise）は、Cygamesより配信されたゲームソフト。
Microsoft Windows（Steam）・Nintendo Switch・PlayStation 4にて2022年6月28日より配信が開始され、その後2023年にXbox One・Xbox Series S/X・Microsoft Storeでも配信されている。
Cygamesにより配信されていたスマートフォンアプリ『リトル ノア』の後継作品で、ジャンルはローグライトアクションゲーム。Cygamesとグランディングの共同開発。

## ゲームプレイ
本作は2D横スクロールのローグライト・プラットフォーマーであり、ダンジョンはランダムに生成され、死んだら最初からやり直すというパーマデスが採用されている。
ダンジョン内部の宝箱を開けると「アストラル」と呼ばれる仲間キャラを獲得できる。攻撃はこのアストラルが繰り出すので、プレイヤーは入手したアストラルを組み合わせて自分だけの攻撃コンボを作り出す。パーマデス制が採用されているが、死んだ後もゲーム内通貨だけは残るので、その通貨を消費して拠点の方舟を修復することでシステムを拡張したりプレイヤーキャラクターの基本性能を強化したりする。

## 登場人物
ノア
声 - 竹達彩奈
ジッパー
声 - 國立幸
グレイ
声 - 成田剣

## 開発

### 前史
本作の前身にあたる『リトル ノア』は、2015年2月12日に配信が始まった後、2019年1月17日にサービスが終了した。『リトルノア』のキャラクターデザインは吉田明彦が手がけ、音楽は崎元仁が制作し、ゲームプレイは『クラッシュ・オブ・クラン』に似たリアルタイムストラテジーだった。

### 企画
2019年4月、新たに設立されたCygamesのコンシューマー事業本部本部長に高木謙一郎が就任するなど、同社はコンソール市場にも参入しようとしていた。しかしコンシューマー事業本部で作られていたゲームは開発が長期化していたため、短期間で発売できるゲームを作ることを目的に、『ドラガリアロスト』を開発していた松浦弘樹が異動して小規模なアクションゲームを制作することになった。
約半年の間に50本ほどの企画書を検討した後、『Dead Cells』のような横スクロールのローグライクに、『ゼノギアス』や『ヴァルキリープロファイル』のような仲間キャラに指示して戦うシステムを組み合わせるというアイデアが生まれた。松浦はローグライクの手続き型生成システムを使えば少ない開発資源でも十分なプレイ時間を生み出せるだろうと考えたが、大量の仲間キャラをゼロから制作するのは難しかったため、『リトルノア』の既存のキャラを活用することで開発期間を短縮することに決めた。既存のローグライクとの差別化のためにゲームに明確な物語を組み込んだり、グラフィックの雰囲気を明るいものにしたりした。

### グランディングとの協業
Cygamesは『Granblue Fantasy: Relink』などの開発で人員の余裕がなかったため、アートディレクターの米倉の人脈をきっかけにグランディングと共同開発することを決めた。選定の理由としては、グランディングの開発力とゲームの規模が合っていたこと、同社の代表である二木幸生のアクションゲームの開発経験、また同社の社員に『リトルノア』のファンが多かったことなどが考慮された。開発にはCygamesから主に3人、グランディングから最大で30人が従事した。開発はコロナ禍の中で行われたため、Cygames側のディレクター松浦とグランディング側のディレクター柴田はオンラインで全てのやり取りを行い、開発期間中に対面で会うことは一度もなかった。コンボシステムの具体化には半年以上を要し、当初は1年でゲームを完成させる予定だったが実際の開発には2年以上の期間を費やした。

## 発売
『リトル ノア 楽園の後継者』は2022年6月28日にNintendo Directでの発表と同時に配信が開始された。価格は税込1,500円で、発売当時の対応プラットフォームはMicrosoft Windows（Steam）、Nintendo Switch、PlayStation 4だった。
2022年8月10日に『プリンセスコネクト！Re:Dive』の衣装が含まれる1つ目のDLCが配信され、同年9月8日に『ウマ娘 プリティーダービー』の衣装を含む2つ目のDLCが配信された。DLCの価格はそれぞれ税込300円だった。
2023年11月2日には、Microsoft Store版、Xbox One版、Xbox Series S/X版も発売された。

## 評価

### 批評
Metacriticによれば、本作のNintendo Switch版は批評家から「おおむね好評」の評価を得た。
Touch Arcadeは、本作は他のローグライクよりとっつきやすいと述べ、本作の「魅力的なキャラクターデザインと堅実なゲームプレイメカニクス」を称賛した。Siliconeraは、探索中に表示されるヒントや、カスタマイズ時にキャラの攻撃範囲が明示されることなど、さまざまな情報がプレイヤーに明確に伝えられている点を評価した。Nintendo Lifeは、自分でコンボを組むシステムを「本当に楽しんだ」と称賛し、ファミ通もこのコンボシステムを「おもしろい」と評価した。Nintendo World Reportは、ゲーム内通貨がほぼ1種類しかないという複雑すぎない経済システムを称賛し、最後まで夢中になって10時間でクリアしたと書いた。
Nintendo Lifeは、本作のステージは見た目は美しいが特徴的な構造やギミックは少なく、ステージは全体を通して並みの出来で、繰り返し感を感じるのにそれほど時間はかからないと述べた。また本作をゲームとして「無難すぎる」と指摘し、差別化に必要なアイデアに欠けていると書いている。Nintendo World Reportは、本作の物語はゲームプレイを長く保たせるためだけの典型的な善と悪の対決物語であり、あまり魅力的ではなかったと書いた。Siliconeraは、Switch版でセーブファイルをロードしている際の、暗転時間が長くて音声だけが再生される挙動は混乱するとした。

### 売上
2022年6月28日、世界全体での販売本数が10万本に達し、2023年12月22日には20万本を達成した。